# مقاطعة دادينغ
مقاطعة دادينغ هي إحدى مقاطعات النيبال الخمسة والسبعين. يبلغ عدد سكانها 336,067 حسب إحصائيات عام 2011، تبلغ مساحتها 1,926 كم².